# Pierre Le Gourierec
Pierre Le Gourierec, né le 10 avril 1920 à Morlaix dans le Finistère et mort dans la nuit du 10 au 11 juin 1942 à Bir-Hakeim, est un sous-officier des Forces françaises libres pendant la Seconde Guerre mondiale. S'occupant de la logistique des camions, il est mortellement blessé à la fin de la bataille de Bir Hakeim. Il est compagnon de la Libération. 

## Biographie

### Bataille de Narvik
Pierre Le Gourierec s'engage volontairement dans l'armée, en novembre 1938. Incorporé au 19e escadron du Train, il passe en février 1940 à la 802e Compagnie du train et participe avec elle à la bataille victorieuse de Narvik en Norvège.

### Rallie la France libre
Revenu en France, il contribue à organiser le camp retranché de Brest. Évacué le 19 juin 1940 à bord du Meknès à destination de l'Angleterre, il choisit d'y répondre à l'appel du général de Gaulle et s'engage dans les Forces françaises libres.

### Campagnes d'Afrique et de Syrie
Caporal à la première Compagnie du Train des FFL, il commence par participer à l'opération de Dakar. Il débarque ensuite au Cameroun le 9 octobre 1940. Au Soudan en février 1941, avec la brigade française d'Orient, il combat en Érythrée contre les Italiens. Caporal-chef en mai 1941, il est affecté successivement en Égypte et en Palestine. Il participe ensuite à la campagne de Syrie.

### Bataille de Bir Hakeim, décès
C'est comme maréchal des logis qu'il participe à la bataille de Bir Hakeim en mai et juin 1942, avec la 101e Compagnie Auto et la brigade du général Koenig.
Pierre Le Gourierec est blessé mortellement dans la nuit du 10 au 11 juin 1942 à Bir-Hakeim, lors de la sortie, en guidant des camions transportant des blessés.
Il est créé Compagnon de la Libération l'année suivante, à titre posthume.

## Hommages et distinctions
- Chevalier de la Légion d'honneur
- Compagnon de la Libération à titre posthume par décret du 26 août 1943
- Croix de guerre 1939–1945, palme de bronze
- Médaille coloniale avec agrafes « Érythrée » et « Libye »